# Sottotenente di vascello
Il grado di sottotenente di vascello (S.T.V.) è il secondo grado degli ufficiali inferiori della Marina Militare, corrispondente a quello di tenente per l'Esercito Italiano e per l'Aeronautica Militare; questo grado è superiore a quello di guardiamarina e subordinato a quello di tenente di vascello.

Fregio da berretto rigido per ufficiali della Marina Militare, si noti lo sfondo blu sotto la torre e nell'ovale dell'ancoretta

Il nome deriva dalla tipologia maggiore di nave da guerra del XVII secolo: il vascello.
Nella Royal Canadian Navy vigendo il bilinguismo la denominazione del grado è Sub-lieutenant in inglese ed Enseigne de vaisseau de 1re classe in francese.

## Italia
Sotto il distintivo di grado un panno (o sottogrado) di diverso colore indica il corpo di appartenenza:
- nero - Corpo di stato maggiore;
- amaranto - Corpo del genio navale;
- marrone - Corpo delle armi navali;
- blu/verde - Corpo sanitario militare marittimo;
- rosso - Corpo di commissariato militare marittimo;
- grigio - Corpo delle capitanerie di porto.

Il distintivo per paramano dell'uniforme ordinaria invernale
Il distintivo per controspallina delle uniformi ordinaria e di servizio estiva

Il distintivo viene posto al di sopra del paramano della manica (a metà strada tra il polso e il gomito) dell'uniforme ordinaria invernale (O.I.), della grande uniforme invernale (G.U.I.), dell'uniforme da sera invernale e del cappotto, mentre viene posto sullo spallino nelle uniformi di servizio ed estive.
Il codice di equivalenza NATO è OF-1.

## Argentina
Nella Armada Argentina il grado di teniente de fragata è equivalente a quello di sottotenente di vascello
Nell'Armada de la República Argentina il grado corrispondente è Teniente de corbeta o anche di Teniente de fragata.

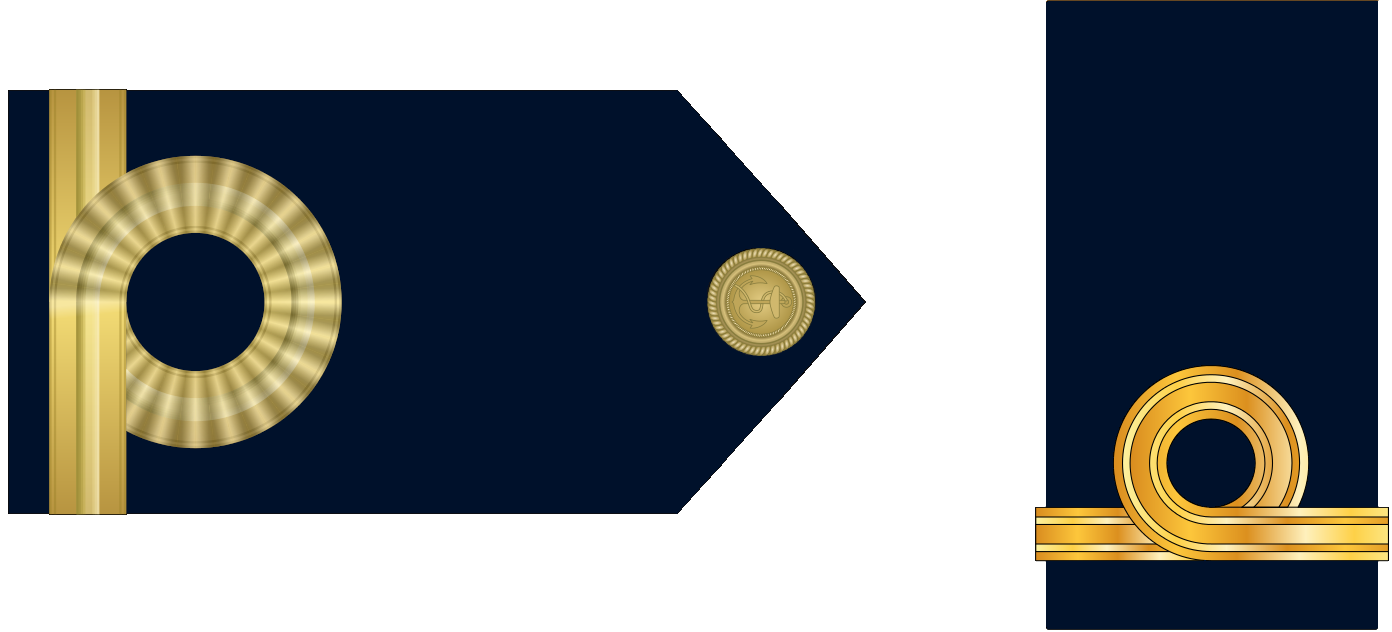
Distintivo di grado di Teniente de Corbeta
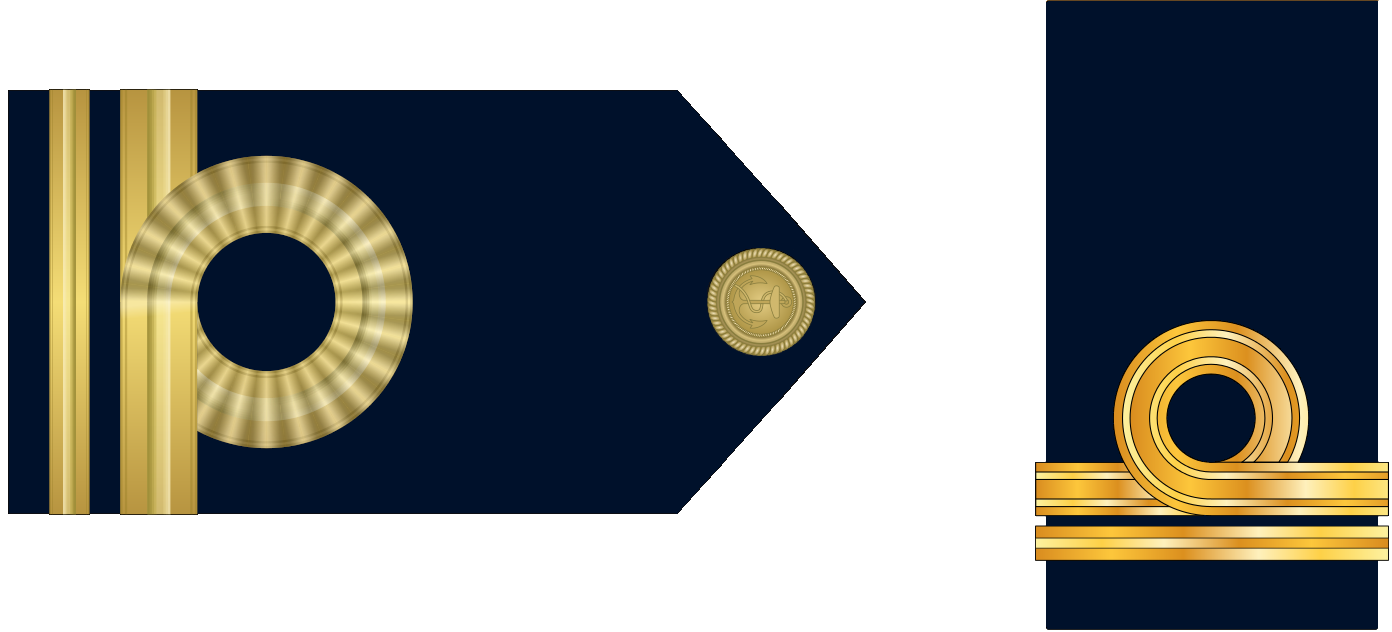
Distintivo di grado di Teniente de Fragata

## Croazia
Nella Marina militare croata il grado corrispondente è Tenente di fregata (croato: Poručnik fregate).

## Regno Unito
Nella Royal Navy il grado corrispondente è sottotenente (inglese sub-lieutenant), corrispondente nelle altre forze armate al secondo tenente del British Army e del Corpo dei Royal Marines e al flying officer della Royal Air Force.

## Stati Uniti d'America

### Marina militare e Guardia costiera
Il grado di tenente di rango inferiore (inglese lieutenant junior grade, corrispondente a quello di sottotenente di vascello come da convenzioni STANAG della NATO) è un grado militare della Marina militare e della Guardia costiera statunitensi. Il grado corrispondente nella Marina militare italiana è sottotenente di vascello, ovvero  quello di tenente dell'Esercito e nell'Aeronautica, lieutenant dell'Esercito americano e nel Corpo dei Marine). Il grado di tenente inferiore è più alto di quello di alfiere (ensign, equivalente nella Marina Militare Italiana a guardiamarina, ossia il sottotenente degli eserciti) e minore a quello di tenente (inglese lieutenant), corrispondente a quello di capitano di Esercito e Aeronautica.

L'insegna per paramano dell'uniforme ordinaria invernale, la controspallina estiva e il fregio da colletto della US Navy
L'insegna per paramano dell'uniforme ordinaria invernale, la controspallina estiva e il fregio da colletto della US Coast Guard